# Telmatochromis devosi
 Telmatochromis devosi  ist eine kleine, afrikanische Buntbarschart, die bisher nur von zwei Stellen aus dem Mündungsdelta und dem Unterlauf, wenige Kilometer oberhalb der Mündung, des Malagarasi in Tansania bekannt ist. Die Art wurde zu Ehren von Luc De Vos benannt, einem belgischen Ichthyologen, der die Fischfauna von Zentral- und Ostafrika erforscht hat, darunter auch die des Malagarasi.

## Beschreibung
Telmatochromis devosi hat einen langgestreckten, seitlich abgeflachten Körper. Die für die Erstbeschreibung untersuchten Exemplare hatten Standardlängen von 2,3 bis 5,7 cm lang. Die Körperhöhe beträgt etwa 25 % der Standardlänge, die Kopflänge liegt bei einem Drittel der Standardlänge. Die Fische sind hell beigebraun gefärbt, der Bauch ist hellgelb. Auf den Körperseiten liegen vier oder fünf senkrechte Streifen. Unterhalb der Augen befindet sich eine gelblich gefärbte Zone. Die freien Schuppenränder sind dunkel, so dass die Schuppen zusammen ein netzartiges Muster bilden. Von den Augen verläuft ein dunkles Band zu einem dunklen, schuppenlosen Fleck auf dem Kiemendeckel. Unterlippe und Kiemendeckel schimmern leicht bläulich. Die Rückenflosse hat einen gelben Rand und proximal anschließend ein schwarzes Band. Die große, abgerundete Schwanzflosse zeigt im oberen Abschnitt die gleiche Zeichnung, ihr ventraler Abschnitt schimmert bläulich. Telmatochromis devosi hat 31 bis 32 Wirbel.
- Flossenformel: Dorsale XVII–IXX/8–9, Anale V–VI/6–7, Pectorale 13, Caudale 14.
- Schuppenformel 40 (mLR), 34–35 (SL)

## Lebensweise
An den Fundstellen war das Wasser trüb und zum Zeitpunkt der Fänge (Dezember 1991) hatte es eine Temperatur von 26 °C, einen pH-Wert von 8,3 und eine Härte von 12° dH. Die Mägen enthielten Detritus, Süßwassergarnelen, Muschelkrebse und die Weichkörper von Schnecken. Über die Fortpflanzungsbiologie des Buntbarsches ist bisher nichts bekannt.

## Systematik
Die Buntbarschart wurde 2003 erstmals wissenschaftlich beschrieben und dabei der Gattung Neolamprologus zugeordnet, die jedoch kein Monophylum ist. Ende 2024 wurde die Art in die Gattung Telmatochromis verschoben, da Telmatochromis dhonti und Telmatochromis salzburgeri ihre nächsten Verwandten sind.